# Золотоносні руди Івано-Франківської області
Золотоносні руди Івано-Франківської області
За результатами пошукових і пошуково-ревізійних робіт встановлені прояви золота в алювіальних відкладах долин басейнів річок Прут, Черемош, Серет та в слобідських конгломератах міоцену і пістинських конгломератах сармату.
До перспективних на виявлення невеликих розсипних родовищ золота віднесені ділянки: Коломийська, Долина, пра-Черемоша, Яблунівська.
Джерелом розсипного золота в алювію Передкарпатської частини долини р. Черемош і древньої долини р. пра-Черемош були корінні золотоносні породи Чивчивинського (Мармароського) масиву.
Коломийська ділянка площею 20 км2 має потужність золотовмісного алювію 0,2—0,8 м, вміст золота 22—226 мг/м3; глибина залягання шару 4—10 м; прогнозні ресурси золота (Р2) — 0,5 т.
Пістинська ділянка площею 3,5 км2, потужність золотоносного шару до 20 м, вміст золота до 2,2 г/т, глибина залягання пласта 0 — 30 м; прогнозні ресурси золота (Р3) — до 2,0 т.
Ділянка Долина пра-Черемоша має площу біля 30 км2, потужність золотоносного пласта — 0,2—1,2 м, вміст золота — 45—50 мг/м3; глибина залягання 8—30 м; прогнозні ресурси золота (Р2) — до 3,5 т.
Яблунівська ділянка площею біля 20 км2, потужність золотоносного пласта 0,2—1,2 м, вмістом золота 20—5100 мг/м3; глибиною залягання золотоносного пласта 0,6—6,6 м має прогнозні ресурси (Р3) до 10 т.
Всього прогнозних ресурсів по 4 ділянках 16,0 т.
Золото в Чивчинському рудному районі зустрінуто в алювіальних відкладах в басейні рік Білого Черемошу і його приток — Перкалабу і Сарати.
Встановлена золотоносність різновікових (від тріасу до неогену) конгломератів.
На ділянці Альбін виявлено золотоносний розсип вздовж р. Чорний Черемош довжиною 15 км при ширині 80 м, потужність пласта 1,25 м, вміст золота 1 г/м3. Другий золотоносний розсип ділянки в четвертинних відкладах протяжністю 1,5 км, шириною 20 м, потужність пласта від 0,2—0,4 м до 2,2 м. Середній вміст золота 54 мг/м3.
Самостійного значення ці розсипи не мають, але їх наявність підтверджує золоту спеціалізацію порід Чивчинського рудного району.
Золото в корінному заляганні (до 1,6 г/т) встановлено в колчеданно-миш'яковистих рудах на ділянці Баласинув. Крім того, золото виявлено в землистій марганцевій руді і кварці ділянки Прелуки.
Попередня оцінка перспектив золотоносності регіону (50—100 т) дозволяє рекомендувати проведення масштабних спеціалізованих пошуково-ревізійних робіт і детальних пошукових робіт.